# Нара (префектура)
Нара (яп. 奈良県 Нара-кэн) — префектура Японии, которая находится в регионе Кинки. Центр префектуры — город Нара. Находится на территории бывшей провинции Ямато.
Площадь префектуры составляет 3691,09 км², население — 1 377 583 человека (1 августа 2014), плотность населения — 373,22 чел./км².

## Символика
Эмблема и флаг префектуры были объявлены 1 марта 1968 года. Эмблема представляет собой стилизованный символ катаканы «на» (яп. ナ).
Цветком префектуры был выбран в марте 1968 года цветок вишни скромной (Prunus verecunda). Деревом избрали криптомерию (сентябрь 1966), а птицей — японскую зарянку (июнь 1966).

## Общие сведения
Префектура Нара расположена на востоке Западной Японии, в южно-центральной части региона Кинки. Северные районы Нары равнинные, а южные — гористые. В отличие от большинства японских префектур, она не имеет выхода к морю или океану.
Территория Нары соответствует исторической провинции Ямато. Именно здесь зародилась японская государственность и японский императорский род, именно отсюда распространялись материковые буддизм и конфуцианство. Из-за этого префектуру Нара часто называют «колыбелью Японии».
В Наре сохранилось много памятников старины, которые внесены в список Мирового наследия ЮНЕСКО. Среди них самыми известными являются буддистские памятники в районе Хорю-дзи и исторические памятники древнего города Нара. Символами Нары являются 30-метровая статуя Будды Вайрочаны и дикая сакура гор местности Ёсино.

## География

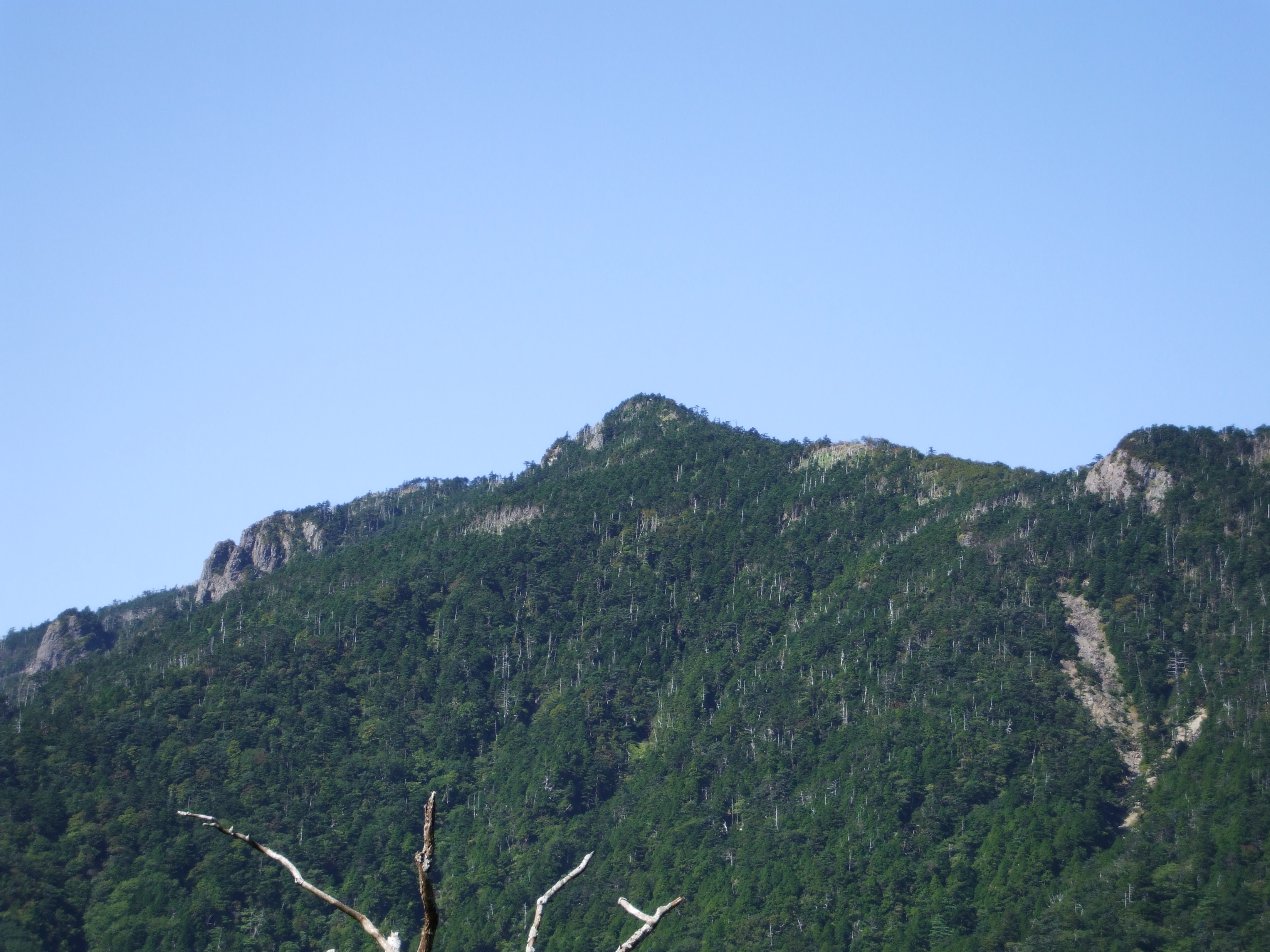
Самая высокая гора префектуры Нара и региона Кинки — Хаккё

Префектура Нара расположена в регионе Кинки, в центральной части полуострова Кии на острове Хонсю. Она не имеет выхода к морю и со всех сторон окружена другими префектурами: Киото с севера, Миэ с востока, Вакаямой с юга и запада и Осакой с запада.
По площади Нара занимает 40-е место в стране среди других префектур и является одной из самых малых административных единиц префектурного уровня. Большую часть её территории занимают горные леса, а пригодная для проживания площадь составляет лишь 851 км2.
С запада на восток, вдоль реки Ёсино, префектуру Нара пересекает Срединная тектоническая линия. К северу от этой линии — грабеновые бассейны и горстовые горные гряды. Здесь расположены горы Икома, которые являются северо-западной границей с Осакой, и Нарская впадина, который тянется с севера на восток и является наиболее заселённым местом префектуры. Нарская впадина относится к бассейну реки Ямато, протекающей через неё. На востоке лежат горы Касаги, которые отделяют впадину от предгорья Ямато.

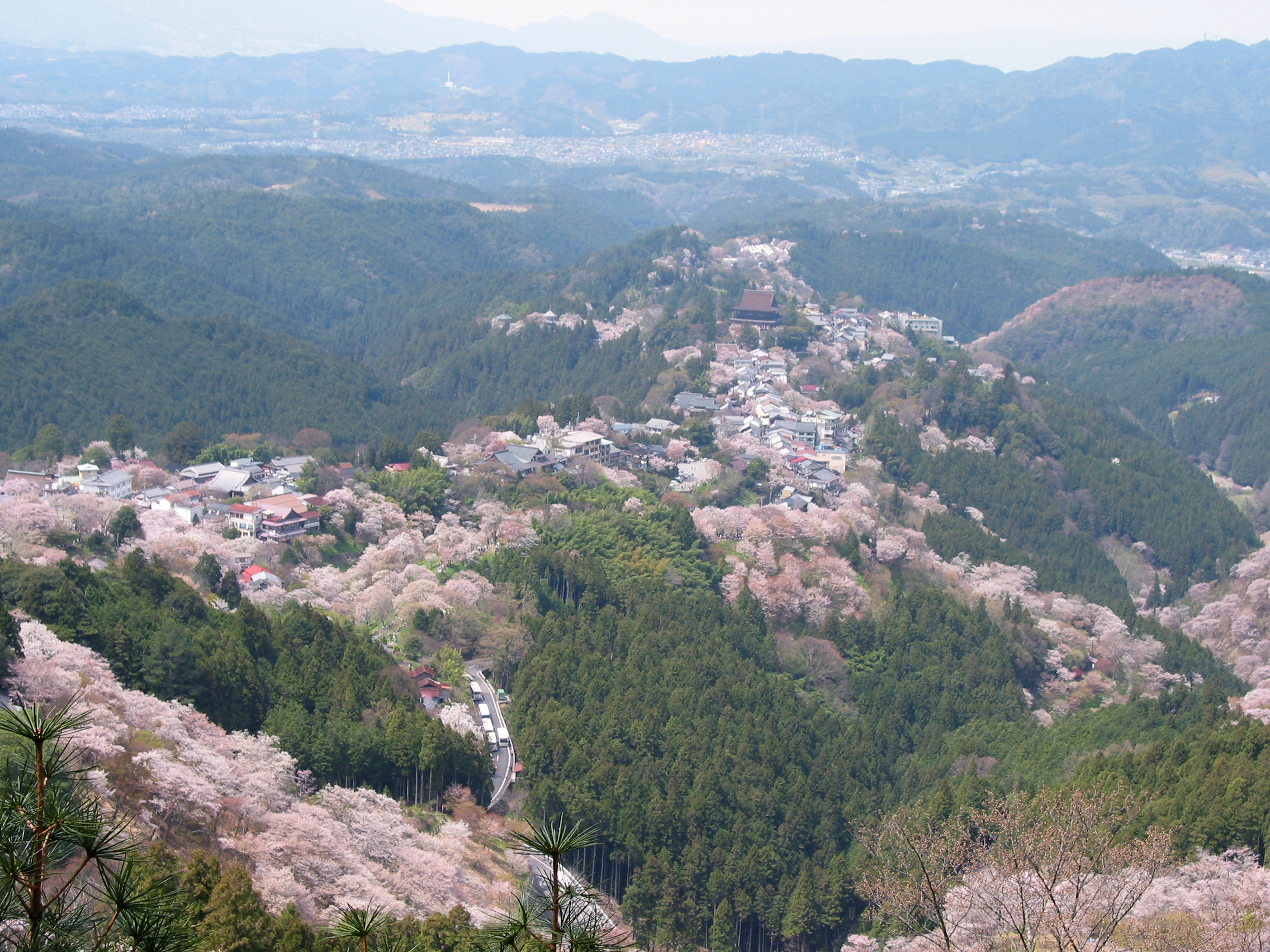
Цветение сакуры на горе Ёсино на юге префекутры

К югу от тектонической линии расположились довольно молодые горные хребты, такие как Кии. Тамошние горные массивы занимают 60 % всей территории префектуры. В центре хребта находится гряда Оминэ, которая тянется с севера на юг и ограничена с обеих сторон крутыми долинами. Её высочайшей вершиной является гора Хаккё, которая одновременно является самой высокой горой префектуры Нара и региона Кансай. На западе лежит горная гряда Обако, которая отделяет Нару от Вакаямы. Средняя высота гор гряды составляет 1300 м. На востоке границей с Миэ служит гряда Дайко, самой большой вершиной которой является 1695-метровая гора Одайгахара.
Климат префектуры Нара преимущественно влажный субтропический. Существует незначительная разница в температуре воздуха северной впадины и южных горных районов. Среднегодовая температура воздуха летом составляет 25 — 28 °C, а зимой — 3 — 5 °C. Лета дожделивые, а зимы малоснежные. Среднегодовое количество осадков составляет 3000 — 5000 мм, что является одним из наивысших показателей в Японии. Нара славится красивыми пейзажами розово-белой сакуры весной и огненно-красными клёнами осенью.

## История

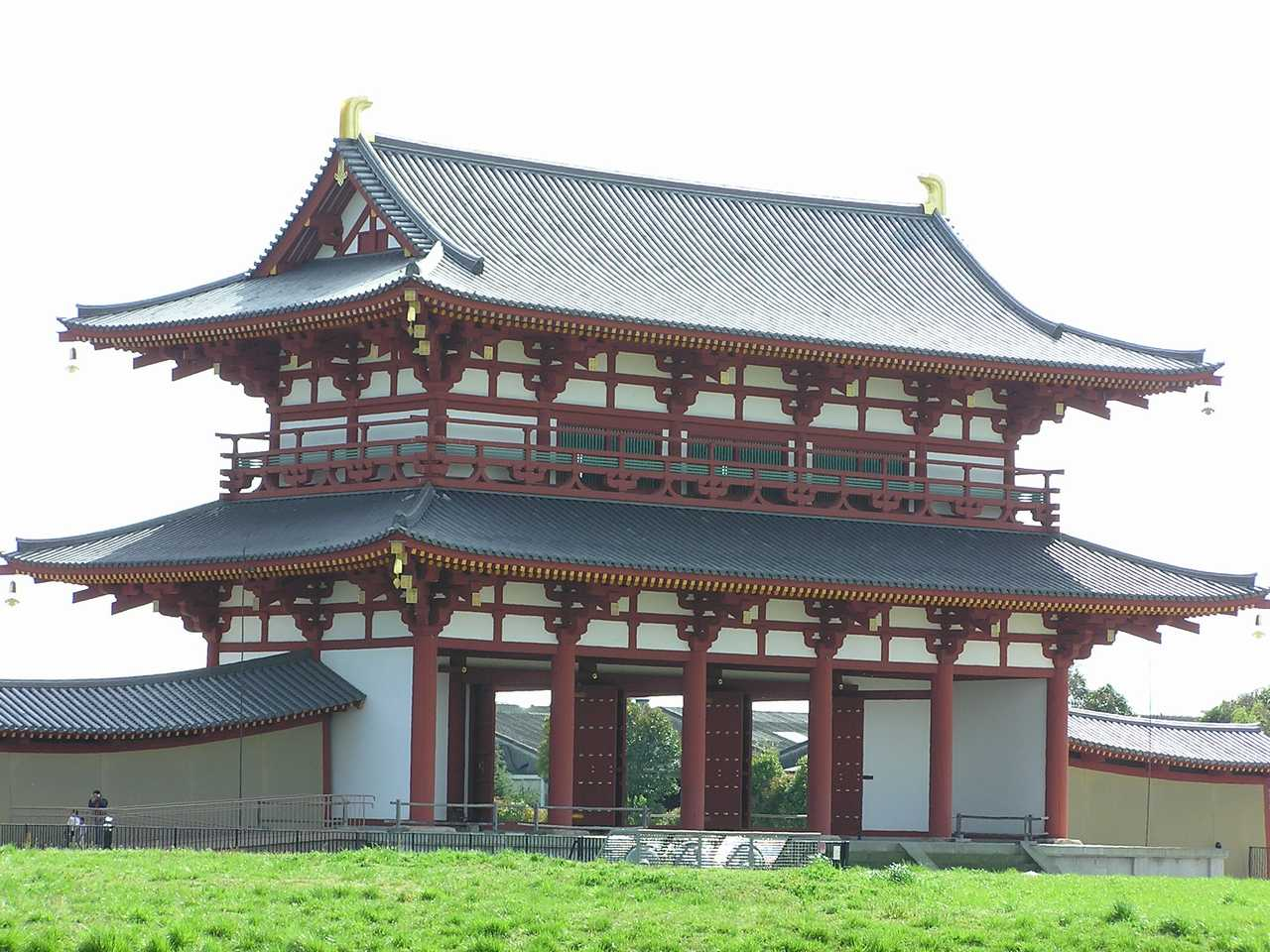
Реконструкция «Ворот красного феникса» — Судзакумон, главного входа в древнюю столицу Хэйдзё-кё

Заселение территории современной префектура Нара имело место в позднем палеолите. На конец 1 тысячелетия до н. э. новая культура Дзёмон начала хозяйственное освоение Нарской впадины, а в III — II веках до н. э. в регионе распространили поливное рисоводство.
В III — IV веках на территории Нары возникло государство Ямато. Оно возглавлялось вождём окими и зависимыми от него родами. В это же время в Нарской равнине появились первые курганы, которые служили гробницами этих вождей и их знатных подчинённых. В V — VI веках Ямато распространила свою власть на большей части Японского архипелага и вела активную внешнюю политику на Корейском полуострове. Под влиянием переселенцев из последнего знать Ямато, возглавляемая родом Сога, приняла буддизм.
Знакомство Ямато с китайской системой управления подтолкнуло местное правительство к построению правового и централизованного государства бюрократического типа. По китайскому образцу возвели первые столицы Фудзивара-кё (694—710) и Хэйдзё-кё (710—784), создали разветвлённый чиновничий аппарат, упорядочили законодательство, изменили название своего государства на «Япония», а вождя стали называть Императором. Кроме этого, они соорудили в Хэйдзё-кё большие буддистские монастыри Тодай-дзи и Кофуку-дзи, которые выполняли роль культурно-научных центров страны. Также была проведена административная реформа, в результате которой земли Нары были объединены в провинцию Ямато.

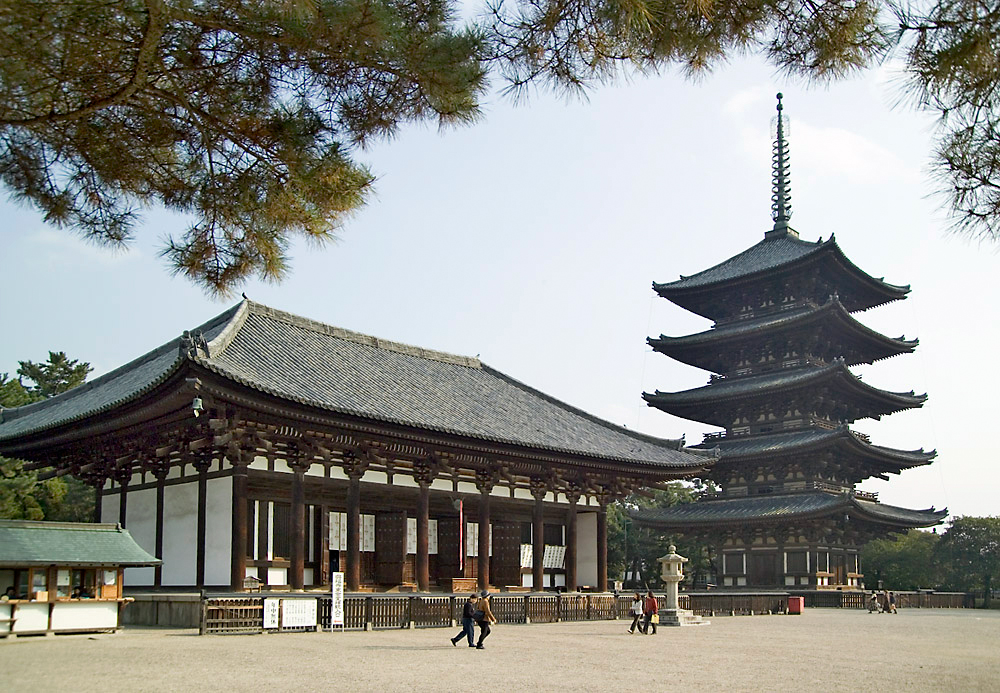
Пагода и храм монастыря Кофуку-дзи — одного из главных буддистских центров Нары

В 794 году столица Японии была перенесена в Хэйан-кё, современное Киото, поэтому земли Нары остались в стороне от японской большой политики. Однако местное буддистское наследие способствовало постепенному превращению их в один из влиятельных центров японского буддизма. На XI — XII века монастыри Тодай-дзи и Кофуку-дзи создали собственные армии вооруженных монахов и использовали их для давления на центральную власть. Однако из-за частоого вмешательства в государственные дела обе обители были сожжены самурайским родом Тайра в ходе войны Тайра и Минамото. Попытки возродить эти центры нарской культуры были осуществлены во времена Камакурского сёгуната (1192—1333).
В середине XIV века, в связи с установлением сёгуната Муромати, произошел раскол Императорского Дома на две династии, во время которого одна из которых, так называемая Южная, избрала своим центром район Ёсино на юге современной префекутры Нара. Императоры этой династии оставались в Ёсино до 1392 года, когда единство дома было восстановлено.

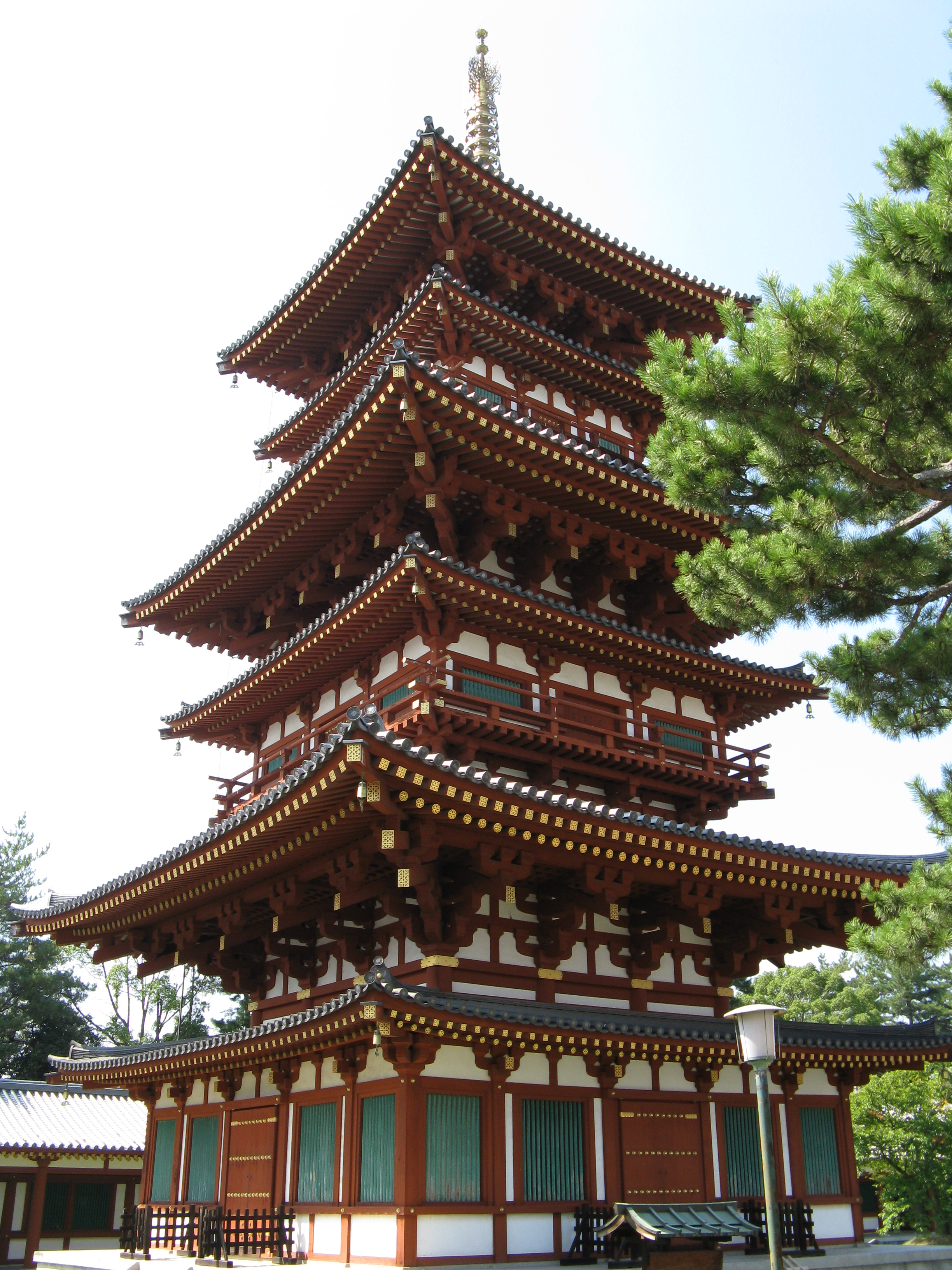
Пятиярусная пагода монастыря Якусидзи в Наре

В XV — XVI веках Япония погрузилась в междоусобные войны, активную роль в которых играли самурайские правители из Нары. Наиболее влиятельными из них были Мацунага Масахидэ и Цуцуи Дзюнкэй. Однако в ходе объединения страны японскими военачальниками Одой Нобунага, Тоётоми Хидэёси и Токугавой Иэясу эти региональные властители были ликвидированы или отстранены от вмешательства в государственные дела.
После основания сёгуната Токугава в 1603 году провинция Ямато была поделена на 15 автономных владений — ханов (княжеств). Крупнейшим из них был Корияма-хан. Часть земель провинции находилась под непосредственным контролем самурайского правительства, для того чтобы присматривать за стратегически важным регионом, который находился рядом с японской столицей. В течение периода Эдо (1603—1867) ханы Ямато поставляли на общенациональный рынок товары для письма — тушь, кисти, бумагу, а также хлопок и растительное масло.
После реставрации в Японии прямого Императорского правления 1868 года и административной реформы 1871 года 15 ханов провинции Ямато были преобразованы в префектуры, а через несколько месяцев объединены в одну префектуру Нара. В 1876 году последнюю присоединили к префектуре Сакаи, а в 1881 году — к префектуре Осака. В 1887 году, благодаря деятельности общественных организаций, префектура Нара снова предстала как самостоятельная административная единица.
Во времена Японской империи Нара стала одним из главных центров японского рисоводства, фармацевтики, пищевой и текстильной промышленности. В 1892—1914 годах префектура была объединена с соседними Осакой и Киото, что способствовало развитию туризма и паломничества к многочисленным буддистским памятникам Нары. Несмотря на относительную провинциальность префектуры и отсутствие в ней стратегически важных предприятий японского военно-промышленного комплекса, префектурный центр город Нара пострадал от бомбардировок ВВС Армии США в 1945 году.

## Административно-территориальное деление
В префектуре Нара расположено 12 городов и 7 уездов (15 посёлков и 12 сёл).

### Города
Список городов префектуры:
| - Годзё; - Госе; - Икома; - Касиба; - Касихара; - Кацураги; | - Нара; - Сакураи; - Тэнри; - Уда; - Яматокорияма; - Яматотакада. |

### Уезды
Посёлки и сёла по уездам:
| - Ямабе; - Ямадзоэ; - Икома; - Андо; - Икаруга; - Санго; - Хегури; - Сики; - Каваниси; - Мияке; - Таварамото; | - Уда; - Мицуэ; - Сони; - Такаити; - Асука; - Такатори; - Китакацураги; - Каваи; - Каммаки; - Корё; - Одзи; | - Йосино; - Йосино; - Каваками; - Камикитаяма; - Куротаки; - Носегава; - Оёдо; - Симоити; - Симокитаяма; - Тенкава; - Тоцукава; - Хигасиёсино. |

## Достопримечательности и туризм
Префектура Нара знаменита синтоистскими кумирнями (дзиндзя) и буддийскими храмами, которые активно посещают японские и зарубежные туристы. В столице Нара имеется немало объектов Всемирного наследия, таких как храм Тодай-дзи и кумирня Касуга. В святилище Исоноками-дзингу хранится легендарный меч Тоцука-но-Цуруги — ками этого святилища и митама (дух) всей Японии, обитающий в храме.

### Буддийские храмы
| Асука-дэра          | 飛鳥寺       |
| Хасэ-дэра           | 長谷寺       |
| Оминэ-сан Рюсэн-дзи | 大峯山龍泉寺 |
| Сайдай-дзи          | 西大寺       |
| Южный Хоккэ-дзи     | 南法華寺     |
| Тюгу-дзи            | 中宮寺       |

### Синтоистские кумирни
| Кумирня Исоконами | 石上神宮 |
| Кумирня Касихара  | 橿原神宮 |
| Кумирня Дандзан   | 談山神社 |
| Кумирня Омива     | 大神神社 |
| Кумирня Оямато    | 大和神社 |

### Кофуны (святые могилы) и древние памятные места
| Исиати-кофун         | 石舞台古墳 |
| Китора-кофун         | キトラ古墳 |
| Такамацудзука-кофун  | 高松塚古墳 |
| Хасинака-кофун       | 箸墓古墳   |
| Комплекс Умами-кофун | 馬見古墳群 |
| Мемориал Сакафунэиси | 酒船石遺跡 |

### Горячие источники
| Дорогава | 洞川温泉   |
| Сёноба   | 入之波温泉 |
| Камию    | 上湯温泉   |
| Тоцукава | 十津川温泉 |

### Горы
| гора Аманокагу | 天香具山 |
| Гора Миминаси  | 耳成山   |
| Гора Унэби     | 畝傍山   |
| Гора Вакакуса  | 若草山   |

### Другие достопримечательности
| Парк Нары                           | 奈良公園             |
| Национальный парк Ёсино-Кумано      | 吉野熊野国立公園     |
| Национальный парк Конго-Икома Кисэн | 金剛生駒紀泉国定公園 |
| Парк аттракционов Икома-Скайлэнд    | Skyland Ikoma        |

### Объекты Всемирного наследия

#### Буддийские памятники области Хорю-дзи
| Хорю-дзи          | 法隆寺   |
| Хокки-дзи         | 法起寺   |
| Древние памятники | Нары     |
| Тодай-дзи         | 東大寺   |
| Кофуку-дзи        | 興福寺   |
| Кумирня Касуга    | 春日大社 |
| Ганго-дзи         | 元興寺   |
| Якуси-дзи         | 薬師寺   |
| Тосёдай-дзи       | 唐招提寺 |
| Дворец Хэйдзё     | 平城宮跡 |
| Сёсо-ин           | 正倉院   |

### Священные города и тропы паломничества в горах Кии
| Область    |                        |
| Гора Ёсино | Кимпусэн-дзи           |
| Гора Ёсино | Кумирня Ёсино-Микумари |
| Гора Ёсино | Кумирня Кимпу          |
| Гора Ёсино | Кумирня Ёсимидзу       |
| Гора Оминэ | Оминэсан-дзи           |